# Prise de poids
 (mars 2024).

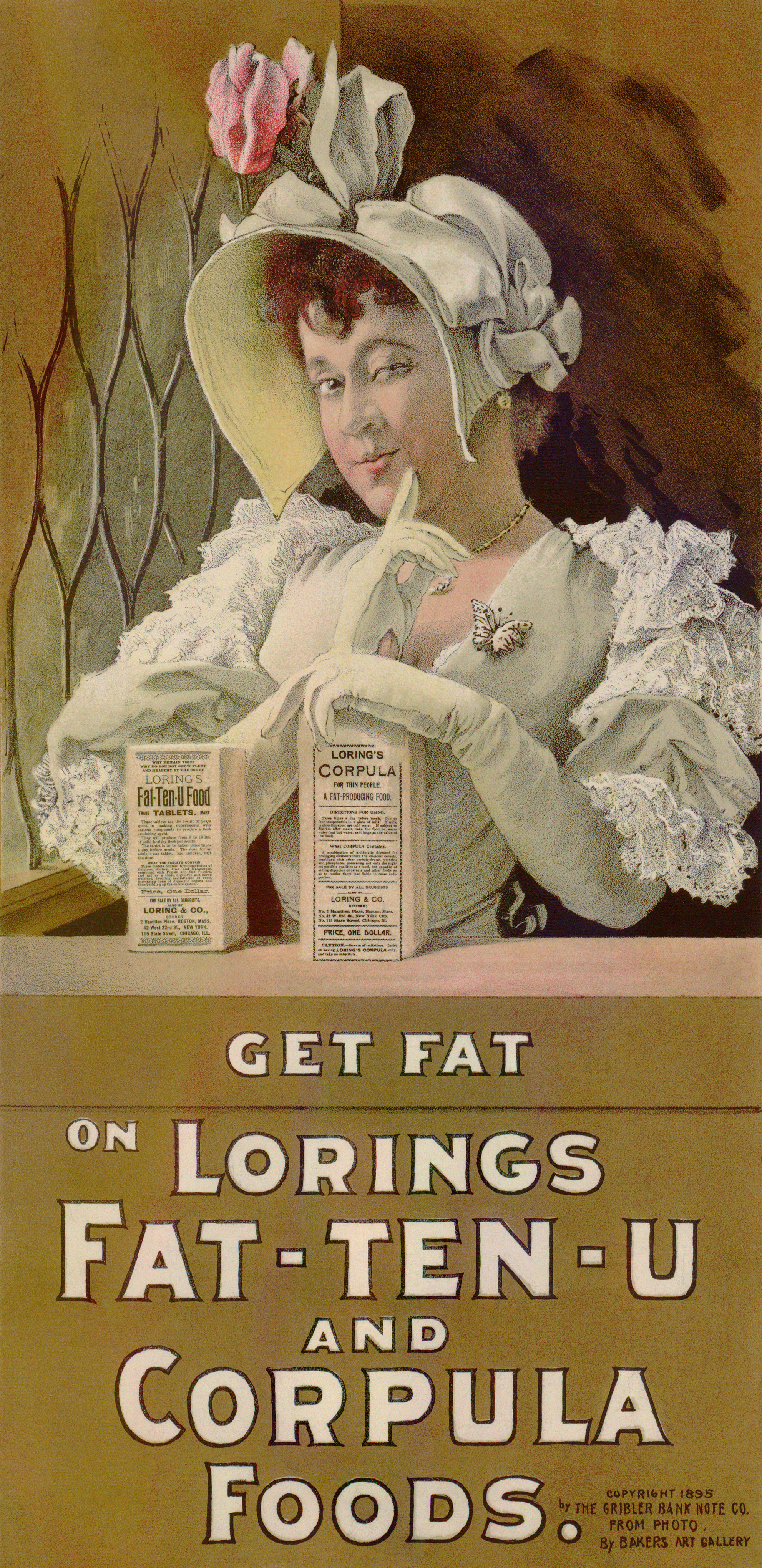
Publicité de 1895 pour un produit (prise de poids)

La prise de poids est une modification de la masse corporelle, qui se traduit par une augmentation de l'indice de masse corporelle.
La prise de poids peut être la résultante d'une augmentation de tissu adipeux (masse grasse), d'une augmentation de la masse musculaire (après entrainement sportif) ou bien par rétention d'eau.
La modification de la proportion du tissu adipeux dans le corps est la conséquence traditionnelle d'une modification de l'équilibre alimentaire et de la dépense énergétique. Elle s'observe fréquemment chez les personnes présentant un surpoids ou atteinte d'obésité.
L'augmentation de la masse musculaire est une conséquence directe de l'entraînement sportif et un effet recherché par les pratiquants du culturisme.
La rétention d'eau est un phénomène classique chez les femmes prenant la pilule.
Classiquement, la prise de poids s'observe chez le jeune en pleine croissance, ou bien chez l'adulte à la suite de modifications de son alimentation ou bien de ses habitudes quotidiennes. De profonds remaniements de la flore intestinale à l'arrêt du tabac pourraient expliquer cette prise de poids.